# Марія-Анна Мадіа
Ма́рія-А́нна Ма́діа (італ. Maria Anna Madia; нар. 5 вересня 1980) — італійська політична діячка, міністерка державного управління (з 22 лютого 2014 до 1 червня 2018).

## Життєпис
Народилася у родині журналіста, актора та політика Стефано Мадіа (1954—2004). Середню освіту здобула у Ліцеї Шатобріана.
2004 року закінчила Римський університет Ла Сапієнца за спеціальністю «політичні науки». Після здобуття вищої освіти навчалася у інституті підвищення кваліфікації та 2008 року здобула ступінь кандидата наук, захистивши дисертацію з економіки праці.
Працювала у Науково-технічному агентстві, координуючи підготовку щомісячника, видаваного агентством. Була членкинею секретаріату Президії Ради агентства.
У червні 2008 року виграла спеціальний приз Європейського фестивалю довкілля «Зелена хвиля 21-го століття».
На парламентських виборах 2008 року здобула мандат членкині 16 скликання Ради депутатів від Демократичної партії. На чергових парламентських виборах 2013 року була обрана депутаткою 17 скликання.
22 лютого 2014 року міністеркою державного управління.
Публікується (з 2008) у журналі AREL на економічну та політичну тематику.
На позачергових політичних виборах 25 вересня 2022 року була кандидаткою в Палату депутатів у багатономінальному виборчому окрузі Лаціо 1 — 01 на другій позиції та як лідерка у виборчому окрузі Лаціо 2 — 01 від Демократичної партії — Демократичної та прогресивної Італії списку, в результаті чого була обрана в останньому виборчому окрузі.